# Schlacht von Cascina
Die Schlacht von Cascina war ein Gefecht zwischen pisanischen und florentinischen Truppen am 28. Juli 1364 in der Nähe von Cascina, dem heutigen Italien. Der Sieg von Florenz folgte auf eine kurz zuvor erlittene Niederlage gegen die pisanischen Truppen, die es dem Söldner John Hawkwood, der das pisanische Heer befehligte, ermöglicht hatte, auf dem Weg nach Florenz das Valdinievole und Prato einzunehmen. Hawkwood und sein Heer plünderten das lukrative Mugello-Gebiet und Pistoia, bevor sie nach Florenz weiterzogen. Hawkwood kämpfte an der Seite von Hanneken von Baumgarten und verfügte über 3.000 Waffenknechte.
Die Verteidigung von Florenz wurden von Enrico di Monforte organisiert. Zusätzlich zur Garnison der Stadt heuerte Florenz 11.000 Infanteristen und 4.000 Ritter an und unterstellte sie dem Kommando von Galeotto Malatesta, da Pandolfo II. Malatesta kürzlich von seinem Kommando entbunden worden war. Malatestas Truppen kämpften in der Gemeinde San Savino südöstlich von Cascina gegen das pisanische Kontingent und errangen einen klaren Sieg in diesem Gefecht.
Die pisanischen Truppen erlitten in der Schlacht Tausende von Verlusten und mindestens 2.000 pisanische Soldaten wurden gefangen genommen. Der Sieg Malatestas wird seiner flexiblen Taktik und dem effizienten Einsatz seiner Truppen zugeschrieben, darunter 400 Armbrustschützen unter dem Kommando von Ricceri Grimaldi.

## Die Ereignisse
Wie in der Chronik von Filippo Villani berichtet wird, rückte das florentinische Heer unter dem Kommando von Galeotto Malatesta am 28. Juli bis nach Cascina vor, nur wenige Meilen von Pisa entfernt. Die Straße war frei, aber die Temperatur war unerträglich. Die Rüstungen der Krieger waren in der prallen Sonne glühend heiß geworden. Viele legten ihre Rüstung ab, um im Arno zu baden. Der ältere Malatesta, der sich vom Fieber erholte, fiel in ein Nachmittagsschläfchen, so dass das Lager unbewacht und die Verteidigung unorganisiert war. Pisanische Spione meldeten die Situation ihrem Befehlshaber, dem gerissenen John Hawkwood (Giovanni l'Acuto). Da Hawkwoods Truppen zahlenmäßig drei zu eins unterlegen waren, beschloss er, dass seine beste Chance auf einen Sieg darin bestand, einen Überraschungsangriff zu starten, während der Feind unvorbereitet war.
Manno Donati und sein Freund Bonifacio Lupi, Markgraf von Soragna, hatten jedoch bereits die florentinische Verteidigung organisiert, als sich die Pisaner näherten. Auf ihre Bitte hin hatte Malatesta die beiden Offiziere mit dieser Aufgabe betraut. Die beiden Männer bereiteten eine Vorhut auf der Hauptstraße nach Pisa vor, in Sichtweite der Abtei von San Savino: eine Gruppe bewaffneter aretinischer und florentinischer Soldaten, flankiert von 400–600 genuesischen Armbrustschützen von Ricceri Grimaldi.
Hawkwood erwartete die florentinischen Truppen mit drei Scharmützeln, um die Stärke der Verteidigung einzuschätzen und die Angriffsrichtung zu bestimmen. Hawkwood wartete jedoch, bis die Sonne sich zu seinen Gunsten drehte, um den Feind zu blenden, und der Wind vom Meer aufkam, um den Staub der Schlacht in das Gesicht der Florentiner zu treiben. Zwei Probleme trugen jedoch zu seiner Niederlage bei: Die Entfernung zwischen den beiden Armeen war länger als berechnet, was den Überraschungseffekt minimierte, und die drückende Hitze machte seinen gepanzerten Kämpfern, die größtenteils englischer und deutscher Herkunft waren, zu schaffen, da sie es nicht gewohnt waren, bei diesen Temperaturen zu kämpfen.
Zum Zeitpunkt des Angriffs bestand die vorderste Linie der pisanischen Armee aus einer Vorhut von Hawkwoods eigenen englischen Rittern, gefolgt von pisanischer Infanterie und dem Großteil der Kavallerie, die vorübergehend abgesessen war. Der schnelle Angriff der Vorhut brachte die Engländer in das florentinische Lager, und die improvisierte florentinische Vorwärtsverteidigung brach schnell zusammen. Die Florentiner hielten jedoch den Ansturm stand, der die Masse der Verteidiger nicht durchbrechen konnte. Manno Donati und seine Gefährten verließen das Feld und griffen die Pisaner auf der rechten Flanke an. Die deutsche Kavallerie der Florentiner, angeführt von Enrico di Monforte, verlangsamte den Angriff und durchbrach die Linien hinter den pisanischen Truppen, bis sie den Geleitzug erreichten. In der Zwischenzeit lauerten die genuesischen Armbrustschützen des florentinischen Heeres zwischen zerstörten Gebäuden und im unwegsamen Gelände und nahmen die Pisaner ins Visier.
Hawkwood erkannte schnell, dass der Überraschungsangriff fehlgeschlagen war, und um die Verluste seiner Kompanie zu minimieren, zog er den Großteil seiner Engländer bis zu den Mauern von San Savino zurück. Die Masse der pisanischen Fußsoldaten war dann plötzlich sich selbst überlassen und wurde zum Ziel eines heftigen Gegenangriffs der Florentiner. Das Umland wurde zum Schauplatz einer erbitterten Jagd auf die zerschlagenen pisanischen Infanteristen, die nun flüchtig und wehrlos waren. Der Weg nach Pisa war frei: die Stadt war zum Greifen nah. Doch Malatesta war nicht auf einen so vollständigen Sieg vorbereitet, und obwohl viele ihn aufforderten, mit der Eroberung Pisas fortzufahren, zog er es vor, innezuhalten und sein Heer zu konsolidieren. Er sammelte Truppen und Gefangene, während Hawkwoods Engländer in der Abtei von San Savino Zuflucht suchten, wo viele von ihnen an ihren Wunden starben.
Am nächsten Tag suchten die Pisaner die in der Landschaft verstreuten Toten und Verwundeten. Viele Leichen wurden im Arno gesehen, der von der Strömung in Richtung Pisa getrieben wurde. Der Tag hatte mehr als 1.000 Tote und 2.000 Gefangene gefordert. Die ausländischen Gefangenen wurden sofort freigelassen, aber die pisanischen Gefangenen wurden der Sitte entsprechend nach Florenz gebracht.

## Michelangelos Gemälde der Schlacht

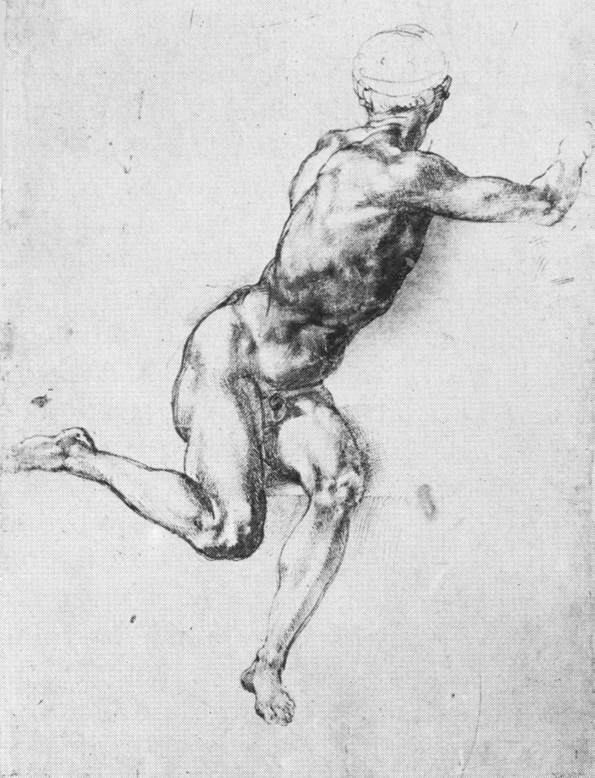
Eine der erhaltenen Studien zur Schlacht von Cascina

1504 erhielt Michelangelo Buonarroti von Piero Soderini den Auftrag, ein Fresko zur Feier der Schlacht von Cascina zu schaffen, das im Florentiner Saal des Großen Rats (oder Saal der Fünfhundert) des Palazzo Vecchio angebracht werden sollte, während Leonardo da Vinci beauftragt wurde, an der gegenüberliegenden Wand ein weiteres Gemälde zur Feier des ebenso wichtigen florentinischen Sieges in der Schlacht von Anghiari im Jahr 1440 zu schaffen.
Beide Bilder existieren heute nicht mehr. Michelangelo hat sein Bild nie ausgeführt und Leonardos Bild wurde kurz nach seiner Fertigstellung aufgrund der innovativen, aber katastrophalen Malmethode des Künstlers unwiederbringlich zerstört. Es gibt jedoch eine Reihe von Studien zu Michelangelos Werk und er fertigte einen Karton der geplanten Komposition in voller Größe an.
Michelangelo bereitete seinen Karton in einem Krankenzimmer der Färberei von Sant’Onofrio vor, nachdem er einen Monatslohn erhalten hatte. Das Thema ist der Beginn der Schlacht, als die überhitzten florentinischen Soldaten, nachdem sie sich ihrer Rüstungen entledigt haben, im Arno schwimmen. Die Soldaten springen aus dem Fluss und legen ihre Rüstungen an, als sie die Trompete hören, die sie vor dem bevorstehenden Angriff der Pisaner warnt. Dieses Motiv erlaubte Michelangelo die Darstellung einer Gruppe nackter Körper in Kontrapoststellung.
Obwohl die Originale der Kartons verloren gegangen sind, da sie angeblich von Michelangelos Rivalen Baccio Bandinelli zerschnitten wurden, existieren mehrere Kopien sowie ein Stich von Marcantonio Raimondi.